# Scaphisoma spurium
Espèce
Scaphisoma spurium est une espèce de coléoptères de la famille des Staphylinidae et de la sous-famille des Scaphidiinae.

## Répartition et habitat
Cette espèce est décrite du Sri Lanka, mais également connue du nord de l'Inde.